# Niederschlesische Oberlausitz (district)
Districtul Silezia Inferioară - Luzația de Sus (în germană Niederschlesischer Oberlausitzkreis) este cel mai estic district al Germaniei. Face parte din landul Saxonia. Centrul administrativ al districtului este orașul Niesky. Are o suprafață de 1,3 mii km² și 100 mii locuitori. Ocupă cea mai mare parte a teritoriului Sileziei care a mai rămas în componența Germaniei după cel de-al doilea război mondial (numit și Silezia Luzațiană). In anul 2008 prin restructurarea districtelor el a fost integrat în districtul Görlitz.